# Futbol a Zimbàbue
El futbol és l'esport més popular a Zimbàbue. És dirigit per la Associació de Futbol de Zimbàbue.

## Competicions
- Lligues:
  - Zimbabwe Premier Soccer League
  - Zimbabwean Second Division
- Copes:
  - Copa zimbabuesa de futbol

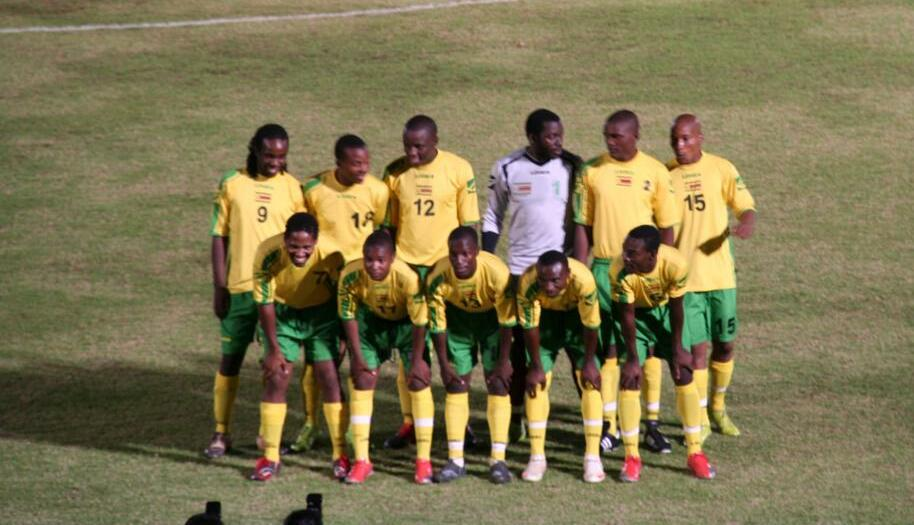
Selecció de Zimbàbue masculina el 2009.

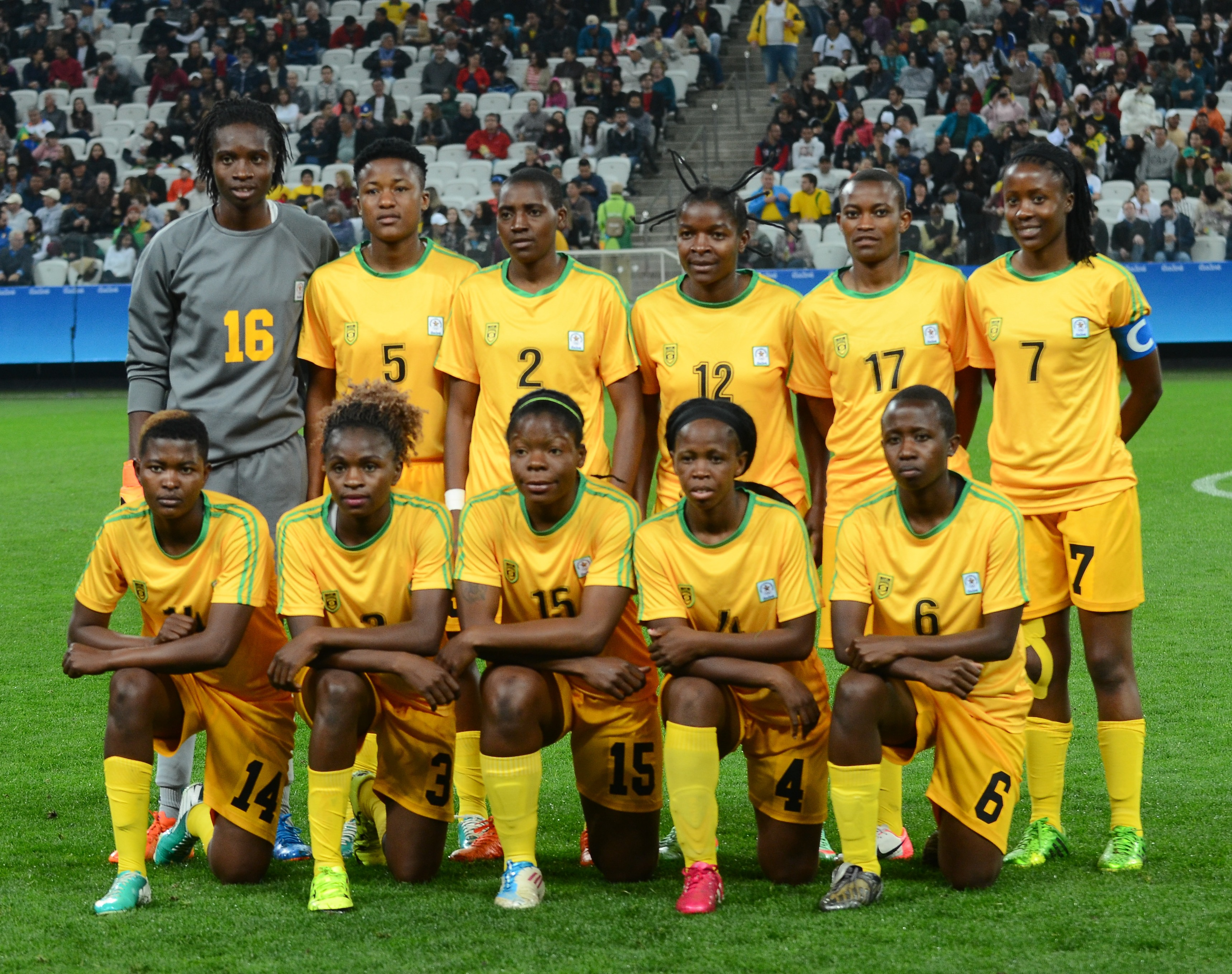
Selecció de Zimbàbue femenina el 2016.

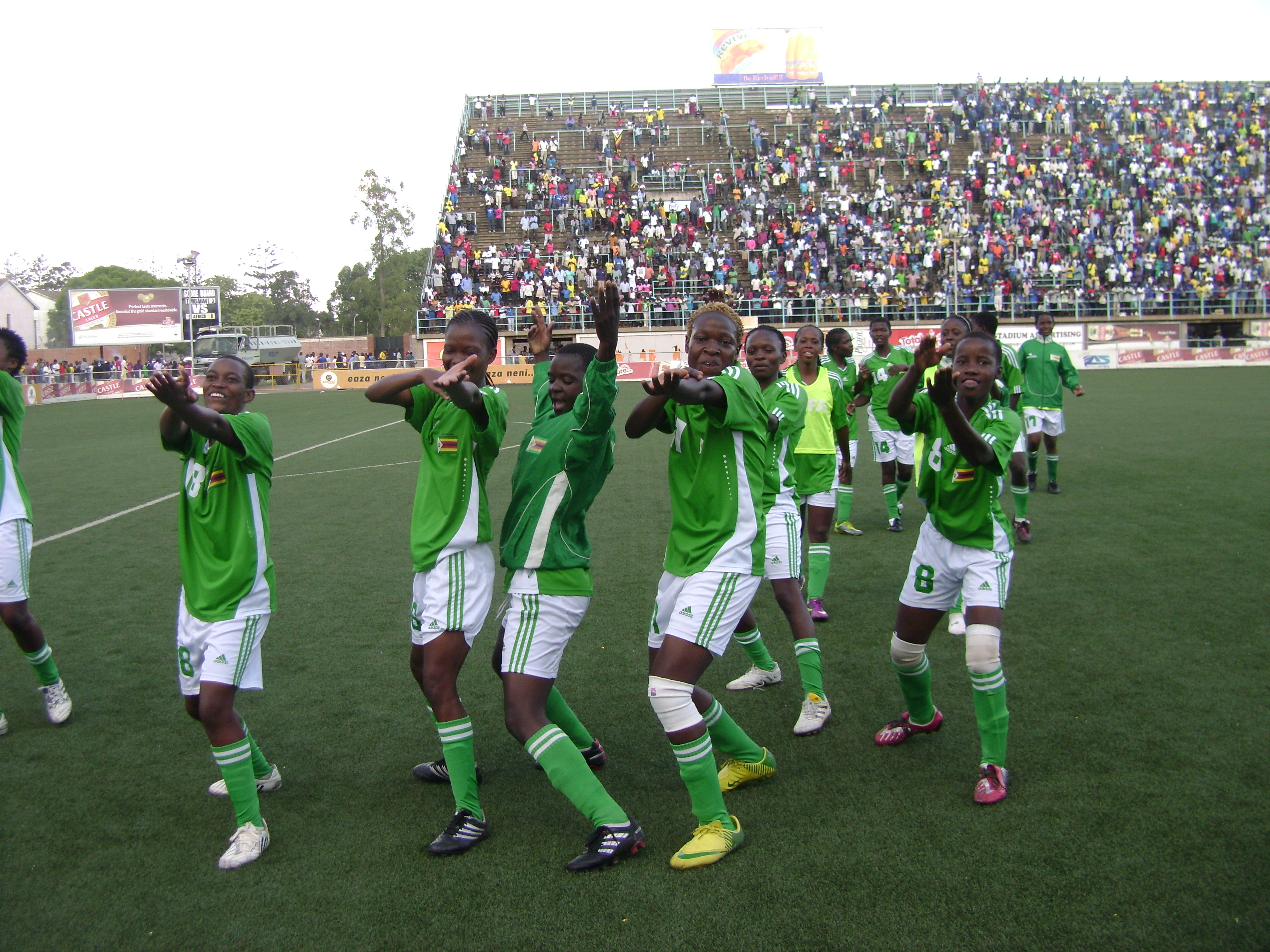
Celebració de la selecció de Zimbàbue.

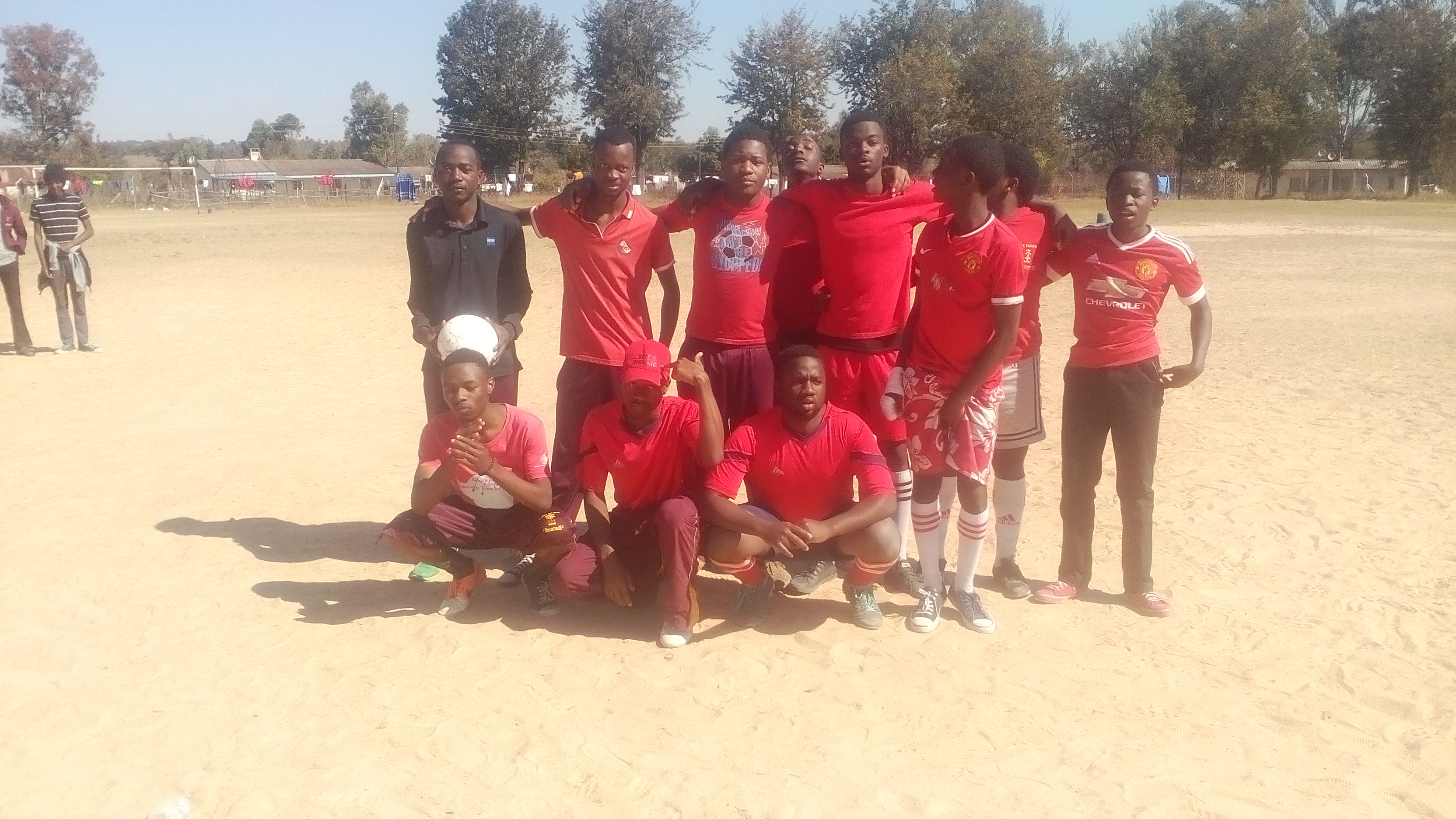
Equip escolar a Zimbàbue.

  - Trofeu de la Independència de Zimbàbue
  - Charity Shield de Zimbàbue

## Principals clubs
Clubs amb més títols nacionals a 2020.
- Dynamos FC
- Highlanders FC
- CAPS United FC
- FC Platinum
- Zimbabwe Saints FC
- Black Rhinos FC
- Harare City FC

## Jugadors destacats
Fonts:
Des de 1960
- Bobby Chalmers

Des de 1980
- Bruce Grobbelaar
- Japhet Mparutsa
- John Phiri
- Mercedes Sibanda
- Joel Jubilee Shambo

Des de 1990
- Ephraim Chawanda
- Willard Khumalo
- Norman Mapeza
- Henry McKop
- William Mugeyi
- Abel Muteji
- Adam Ndlovu
- Agent Sawu

Des de 2000
- Zvenyika Makonese
- Benjani Mwaruwari
- Thulani Ncube
- Peter Ndlovu
- Ronald Sibanda

Des de 2010
- Madinda Ndlovu

## Principals estadis
Font:
| # | Estadi                    | Capacitat | Ciutat   |
| - | ------------------------- | --------- | -------- |
| 1 | Estadi Nacional d'Esports | 60.000    | Harare   |
| 2 | Estadi Barbourfields      | 40.000    | Bulawayo |
| 3 | Estadi Rufaro             | 35.000    | Harare   |
| 4 | Estadi Sakubva            | 20.000    | Mutare   |